# V. V. Ganeshananthan
V. V. Ganeshananthan (1980) è una scrittrice statunitense di origini singalesi.

## Biografia
Ha conseguito la laurea triennale all'Università di Harvard (dove era editrice dell'Harvard Crimson) nel 2002 e quella magistrale all'Università dell'Iowa nel 2005. Ha poi conseguito una seconda laurea magistrale alla Columbia University Graduate School of Journalism. Successivamente ha insegnato scrittura creativa all'Università del Michigan fino al 2014 e all'Università del Minnesota dal 2015.
Nel 2008 ha pubblicato il suo romanzo d'esordio, Amori e foglie di tè, a cui sono seguiti i racconti A Just Country (2008), Enter the Body (2009) e Hippocrates (2009). Il suo secondo romanzo, Brotherless Night, è stato pubblicato nel 2023 e ha vinto il Women's Prize for Fiction nel 2024.

## Opere
- (EN) Love Marriage, Random House, 2008, ISBN 9780753825549.

 Amori e foglie di tè, traduzione di Laura Prandino, Garzanti, 2009, ISBN 978-8811681489.
- (EN) Brotherless Night, Vikings, 2023, ISBN 978-0241611043.